# Super Lovers
Super Lovers (スーパーラヴァーズ Sūpāravāzu?) es una serie de manga de género shōnen-ai escrita e ilustrada por Miyuki Abe. Desde 2014, el manga ha sido serializado en la revista Emerald de la editorial Kadokawa Shōten, habiendo sido serializado los años anteriores en la revista Ciel. Una adaptación a serie de anime fue estrenada en Japón el 6 de abril de 2016 y finalizó el 8 de junio de ese año con un total de diez episodios. Una segunda temporada fue estrenada el 12 de enero de 2017, finalizando más tarde ese año con también diez episodios emitidos.

## Argumento
Haru Kaidō visita Canadá para pasar sus vacaciones de verano en la casa de su estricta madre Haruko, quien deliberadamente engaña a su hijo diciéndole que está "al borde de la muerte" con la única finalidad de depositar en él la responsabilidad de cuidar de su recientemente adoptado "cachorro". Ese cachorro es en realidad un niño pequeño y antisocial llamado Ren, el cual no confía en nadie y prefiere pasar el rato con los perros de Haruko. Haruko le ordena a Haru "civilizar" a Ren durante su estancia en Canadá. 
Mientras el joven se esfuerza en enseñarle, se convierte en la primera persona en la que Ren confía, y su relación mejora gradualmente, hasta el punto de que Haru considera la posibilidad de vivir con "su hermano menor" en Japón con él y sus hermanastros gemelos. Por desgracia, cuando Haru regresa a Japón, su padre y su madrastra mueren en un accidente automovilístico. Haru sobrevive, pero pierde sus recuerdos más recientes, por lo que no recuerda el último verano ni a Ren. Cinco años más tarde (siete años en el manga), Ren arriba a Japón para vivir con Haru. Ahora dependerá de Haru ajustarse a su nueva vida junto a sus hermanos y cumplir la promesa que le hizo a Ren.

## Personajes

### Familia Kaidō
Haru Kaidō (海棠 晴 Kaidō Haru?)
Voz por: Toshiyuki Morikawa (CD drama), Tomoaki Maeno (anime)
Haru vivió con su madre, Haruko, en las montañas canadienses hasta los ocho años. Poco tiempo después, su madre decidió enviarlo a Japón para vivir con su padre, quien se había vuelto a casar y tenía dos hijos, los gemelos Aki y Shima. Años después, recibe una llamada notificándole que su madre estaba enferma y a punto de morir, por lo que viajó nuevamente a Canadá solo para descubrir que era una mentira orquestada por su manipuladora madre para que le ayudase a "civilizar" a un niño de ocho años que había adoptado recientemente, Ren. A pesar de las dificultades iniciales, Haru consigue acercarse a Ren y educarlo en el transcurso del verano. Antes de marcharse, Haru le promete a Ren que algún día vivirán juntos. Al regresar a Japón, Haru y sus padres —quienes habían ido a recogerle al aeropuerto— sufren un accidente automovilístico. Como consecuencia, sus padres fallecen y Haru resulta gravemente herido, además de perder temporalmente la memoria. Este incidente lo marcó profundamente. Debido a su gran atractivo y su carisma, Haru trabaja como acompañante después de graduarse y mantiene una actitud despreocupada, aunque añora una vida familiar. Su mundo se trastoca cuando Ren, a quien no ha visto en cinco años, viaja a Japón para honrar la promesa que le hizo y comenzar a vivir juntos.
Ren Kaidō (海棠 零 Kaidō Ren?)
Voz por: Hiroshi Kamiya (CD drama), Yūko Sanpei (joven), Junko Minagawa (anime)
Ren fue encontrado inconsciente en una carretera cuando tenía apenas seis años de edad. Cuando lo hallaron, sólo recordaba su nombre y edad, por lo que se desconoce su procedencia, puesto que, si bien se hallaba en Canadá, hablaba con fluidez japonés. Haruko, la madre de Haru, conoció a Ren cuando tenía casi ocho años. Haruko originalmente no tenía previsto la adopción, pero adoptó a Ren porque al pasar por el orfanato un día junto a sus perros, estos "amaron a ese mocoso". Se da a entender que Ren fue abusado físicamente mientras estaba en el orfanato, pero él nunca ha hablado de ello. Mientras estaba en Canadá, por lo general pasaba las mañanas jugando con los perros en el río y solía dormir con ellos en el garaje. Debido al comportamiento salvaje de Ren -quizás provocado por sus experiencias en el orfanato o su vida previa a ello-, Haruko, a base de mentiras, consiguió que su hijo viajase a Canadá para ayudarla "civilizar" a Ren. 
En un principio, Ren desconfiaba de Haru porque le tenía miedo a las personas amables. Con el paso del tiempo, Haru se ganó la confianza de Ren, le enseñó como comer, a vestirse apropiadamente, a usar zapatos y a dormir en una cama. Antes de regresar a Japón, debido a las inseguridades de Ren por su partida, Haru le promete que algún día vivirán juntos. Cinco años después, cuando Ren cumplió trece años, decide viajar a Japón para cumplir la promesa que Haru le hizo. Sin el conocimiento de Haru, Ren fue añadido a los registros familiares por sus padres antes de morir, por lo que se convierte en su tercer hermano.
Aki Kaidō (海棠 亜樹 Kaidō Aki?)
Voz por: Jun Fukuyama (CD drama), Yoshitsugu Matsuoka (anime)
Aki y su gemelo Shima son hermanos de Haru por lado paterno. Haru se integró a la familia cuando tenía casi nueve años, luego de que Haruko lo enviase a Japón a vivir con su padre. En ese entonces, los gemelos tenían entre cuatro y cinco años. Desde pequeños, tanto Aki como su hermano eran muy apegados a Haru y ansiaban pasar con este el mayor tiempo posible, situación que no cambió demasiado en el futuro. Después de la muerte de sus padres, Shima y Aki crecieron con sus abuelos maternos, mientras que Haru, atormentado por el accidente, desapareció durante un año y posteriormente decidió vivir solo. Aki y Shima, compartiendo con Haru el deseo de vivir nuevamente juntos, acordaron que se mudarían con Haru una vez que se graduaran de la escuela secundaria. Para su gran sorpresa, descubren que Ren, quien técnicamente es su hermano, estaba viviendo con él. A pesar suyo, el sueño de Haru de vivir junto a toda su familia, se cumple. Al comienzo, Aki actuaba de manera grosera con Ren, pero finalmente lo acepta como otro miembro de la familia.
Shima Kaidō (海棠 蒔麻 Kaidō Shima?)
Voz por: Daisuke Ono (CD drama), Takuma Terashima (anime)
Shima y su gemelo Aki son hermanos de Haru por lado paterno. Haru se integró a la familia cuando tenía casi nueve años, después de que Haruko lo enviase a Japón a vivir con su padre. En ese entonces, los gemelos tenían entre cuatro y cinco años. Desde pequeños, tanto Shima como su hermano eran apegados a Haru y ansiaban pasar con él el mayor tiempo posible, situación que no cambió demasiado en el futuro. Después de la muerte de sus padres, Aki y él crecieron con sus abuelos maternos, mientras que Haru, atormentado por el accidente, desapareció durante un año y posteriormente decidió vivir solo. Aki y Shima, compartiendo con Haru el deseo de vivir nuevamente juntos, acordaron que se mudarían con Haru cuando se graduaran de la escuela secundaria. Para su gran sorpresa, descubren que Ren, quien técnicamente es su hermano, está viviendo con él. Shima fue el que se dio cuenta de que su registro familiar había cambiado, pero, a diferencia de Aki, nunca ha tenido un problema aceptando a Ren en la familia.
Takashi Kaidō (海棠 崇 Kaidō Takashi)?)
Voz por: Teruaki Ogawa (CD drama)
Takashi es el padre Haru, Aki y Shima. Él y su esposa murieron en un accidente automovilístico.
Ruri Kaidō (海棠 留理 Kaidō Ruri?)
Voz por: Yūko Sasaki (CD drama)
Ruri es la madrastra de Haru, y madre de Aki y Shima. Murió junto a su esposo en un accidente automovilístico.

### Otros
Ikuyoshi Sasaki (佐々木 郁芳 Sasaki Ikuyoshi?)
Voz por: Itsuki Takizawa (CD drama), Ayumu Murase (anime)
Iku es un compañero de trabajo y amigo de Haru. Admira a Haru y luego trabaja con él en el restaurante "Colmillo blanco", lugar al cual provee la comida a través de su familia en el campo. Llama afectivamente a Ren "Ren Ren".
Seiji Takamori / Kiyoka (高森 清次 / 清華 Takamori Seiji / Kiyoka?)
Voz por: Mitsuki Saiga (CD drama y anime)
Es un viejo amigo de la escuela de Haru. Se viste como mujer y se hace llamar Kiyoka.
Jūzen Kurosaki (黒崎 十全 Kurosaki Jūzen?)
Voz por: Kazuyuki Okitsu (CD drama), Jun Fukushima (anime)
Es el mejor amigo y compañero de clases de Ren. Vive en una residencia para estudiantes junto a la escuela.
Haruko D. Dieckmann (春子・D・ディークマン Haruko D. Dīkuman?)
Voz por: Atsuko Tanaka (CD drama y anime)
Haruko es la madre biológica de Haru, y también es quien encontró y adoptó a Ren. Es medio japonesa debido a su madre, pero nació y se crio en los Estados Unidos. Como novelista popular, vive en Alberta, Canadá. Es amiga cercana de Rob y Fumie, quienes siempre la están ayudando.
Mikiko Kashiwagi (柏木 幹子 Kashiwagi Mikiko?)
Voz por: Yōko Sōmi (CD drama y anime)
Mikiko es amiga cercana de Haruko y también la abogada a cargo de los hermanos Kaidō, especialmente de Haru. Al igual que su amiga Haruko, Mikiko es también una persona excéntrica, pero con talento. 
Kiri Kondō (近藤 紀里 Kondō Kiri?)
Voz por: Eri Kitamura (CD drama), Ryōko Shiraishi (anime)
Es una amiga de la escuela de Ren.

## Media

### Manga
Abe comenzó a publicar Super Lovers en la revista de Kadokawa, Ciel en 2009, y posteriormente cambió a la revista de Emerald antes de su lanzamiento, el 31 de agosto de 2014. Dieciocho volúmenes han sido publicados hasta la fecha.

#### Lista de volúmenes
| N.º | Título       | Fecha de lanzamiento    | ISBN original          |
| --- | ------------ | ----------------------- | ---------------------- |
| 1   | «Volumen 1»  | 28 de julio de 2010     | ISBN 978-4-04-854500-6 |
| 2   | «Volumen 2»  | 26 de noviembre de 2010 | ISBN 978-4-04-854562-4 |
| 3   | «Volumen 3»  | 28 de junio de 2011     | ISBN 978-4-04-854644-7 |
| 4   | «Volumen 4»  | 28 de noviembre de 2011 | ISBN 978-4-04-120074-2 |
| 5   | «Volumen 5»  | 30 de agosto de 2012    | ISBN 978-4-04-120388-0 |
| 6   | «Volumen 6»  | 1 de noviembre de 2013  | ISBN 978-4-04-120900-4 |
| 7   | «Volumen 7»  | 1 de agosto de 2014     | ISBN 978-4-04-101894-1 |
| 8   | «Volumen 8»  | 1 de agosto de 2015     | ISBN 978-4-04-103300-5 |
| 9   | «Volumen 9»  | 30 de abril de 2016     | ISBN 978-4-04-104150-5 |
| 10  | «Volumen 10» | 1 de enero de 2017      | ISBN 978-4-04-104151-2 |
| 11  | «Volumen 11» | 1 de septiembre de 2017 | ISBN 978-4-04-105295-2 |
| 12  | «Volumen 12» | 28 de diciembre de 2019 | ISBN 978-4-04-107622-4 |
| 13  | «Volumen 13» | 30 de agosto de 2019    | ISBN 978-4-04-108600-1 |
| 14  | «Volumen 14» | 1 de septiembre de 2020 | ISBN 978-4-04-109799-1 |
| 15  | «Volumen 15» | 1 de septiembre de 2021 | ISBN 978-4-04-111665-4 |
| 16  | «Volumen 16» | 1 de septiembre de 2022 | ISBN 978-4-04-112834-3 |
| 17  | «Volumen 17» | 1 de septiembre de 2023 | ISBN 978-4-04-113998-1 |
| 18  | «Volumen 18» | 30 de agosto de 2024    | ISBN 978-4-04-115199-0 |
| 19  | «Volumen 19» | 1 de septiembre de 2025 |                        |

### Anime
Una adaptación a serie de anime fue anunciada vía un anuncio incluido con la reimpresión del volumen uno del manga √W.P.B de Shungiku Nakamura.  Fue dirigido por Shinji Ishihira y escrito por Yoshiko Nakamura, con animación por parte del Studio Deen. Miki Takihara es el encargado de los diseños de personaje de la serie. El tema de apertura es Okaeri interpretado por Yūsuke Yata, mientras que el de cierre es Happiness YOU&ME por Kaidō 4 Kyōdai (los actores de voz de Ren, Haru, Aki y Shima).
Un OVA de veinte minutos será incluido con el volumen 10 del manga el 1 de enero de 2017. Una segunda temporada fue anunciada en el último episodio de la primera temporada. El primer episodio fue transmitido el 12 de enero de 2017.

### Lista de episodios

#### Primera temporada
| # | Título                                                     | Estreno             |
| --- | ---------------------------------------------------------- | ------------------- |
| 1 | «Bosque verde» «Shinrin Midori» (フォレストグリーン)       | 6 de abril de 2016  |
| Durante las vacaciones de verano, Haru Kaidō arriba a Canadá tras recibir la falsa noticia de que su madre, Haruko, se encontraba al "borde de la muerte". Allí, conoce a un niño antisocial llamado Ren, quien resulta ser su nuevo hermano adoptivo. Haruko deliberadamente le pide a su hijo que le enseñé a Ren cómo actuar y comportarse como una persona normal, para así poder encajar en la sociedad y sobrevivir en el mundo exterior. Cada día, Haru se empeña en educar a Ren, el cual se niega a escuchar a nadie. Sin embargo, a medida que Ren y Haru conviven con el otro, ambos comienzan a sentir afecto mutuo. |                                                            |                     |
| 2 | «Ojo negro» «Kuroi Me» (黒い目)                            | 13 de abril de 2016 |
| Cinco años después, Haru trabaja como anfitrión en un bar mientras ahorra dinero para la matrícula de sus hermanos gemelos. Un día, la abogada de Haru, Mikiko, lo invita a su oficina donde se reúne con Ren, ahora un adolescente. Allí, Haru se entera de que tres meses antes de que sus padres murieran en un terrible accidente de auto, habían adoptado a Ren. Debido a que Haru perdió la memoria en el accidente, no recuerda a Ren ni mucho menos la promesa hecha con éste de vivir juntos, a la vez que Ren sigue insistiendo en vivir con él.                                                                       |                                                            |                     |
| 3 | «Navidad blanca» «Shiro Kurisumasu» (ホワイト・クリスマス) | 20 de abril de 2016 |
| Los hermanos menores de Haru, Aki y Shima, se molestan por la repentina aparición de un "cuarto hermano" en la casa Kaidō, y la actitud excesivamente cariñosa de Haru hacia Ren provoca que Aki explote de rabia. Mientras tanto, Haru pasa a ser testigo de un accidente de coche en la ciudad y comienza a dejar a Ren solo en el apartamento. Encima de eso, mientras que Ren está en casa solo, una de las clientes arriba al apartamento. |                                                            |                     |
| 4 | «Césped joven» «Wakai Kusa» (若い草)                       | 27 de abril de 2016 |
| Con la llegada de la primavera, el sueño de Haru de vivir con sus tres hermanos finalmente se hace realidad. Los cuatro se trasladan a una casa espaciosa y grande; y con la ayuda de su excompañero de trabajo, Ikuyoshi, los planes de Haru para abrir un café parecen estar funcionando bien. Sin embargo, Ren se niega a salir de su habitación. Molesto por la actitud de Ren, Aki le dice a un muy preocupado Haru que Ren es un niño inútil incapaz de hacer algo por su cuenta. |                                                            |                     |
| 5 | «Flor de cerezo» «Sakura no hana» (桜の花)                 | 4 de mayo de 2016   |
| En el primer día de Ren en la escuela, un compañero de clase, Juzen Kurosaki, ve cómo Haru le da un beso de despedida a Ren. Su amigo le pregunta si Haru es su novio, a lo que Ren no sabe como responder. Mientras tanto, incapaz de acostumbrarse a la cada vez más cercana relación de Haru y Ren, Ikuyoshi decide preguntarle a Haru sobre ello. Sin embargo, cuando Haru, en broma, le responde que él jamás estaría interesado en un niño con tan poco atractivo sexual, Ren oye su conversación. |                                                            |                     |
| 6 | «Cielo nublado» «Kumori Sora» (曇り空)                     | 11 de mayo de 2016  |
| Mientras que Haru y Ren pasan el rato en un zoológico cercano, Aki contacta a Haru para hacerle saber que una mujer llamada "Kiyoka" ha aparecido en la casa. Kiyoka resulta ser un antiguo compañero transexual de clases de Haru, quien le ayudará a manejar el café que están a punto de abrir. Mientras discuten los planes y preparativos para la tienda, Kiyoka menciona a una mujer a Haru y le da su información de contacto. |                                                            |                     |
| 7 | «Colmillo blanco» «Howaito Fangu» (白い牙)                 | 18 de mayo de 2016  |
| Ren trajo consigo de Canadá un libro de cuentos que también es uno de los favoritos de Haru, principalmente Colmillo blanco, una historia sobre un solitario lobo gris que conoce a un humano y le reconoce como su maestro. Odiándose a sí mismo por hacer que Ren dijera que sería "sólo un hermano", Haru recibe el golpe final de las palabras de Seika. Mientras tanto, Ren maneja su vida en la escuela secundaria con la ayuda de sus compañeros de clase, Juuzen y Kiri Kondo, una estudiante que regresó del extranjero.                                                                                                |                                                            |                     |
| 8 | «Cielo azul» «Aoi Sora» (青空)                             | 25 de mayo de 2016  |
| El café de Haru, "Colmillo blanco", rápidamente comienza a llenarse de clientes poco después de su apertura. Incluso la tensa relación entre Haru y Ren parece volver a la normalidad poco a poco. Sin embargo, Aki se encuentra de mal humor porque Shima ha estado pasando todo su tiempo con Ai Natsukawa, una joven a la que enseña. Shima se siente obligada a cuidar de Ai debido a que sus padres están divorciados, vive con su abuela y tiene problemas en la escuela. |                                                            |                     |
| 9 | «Temporada de lluvia» «Ame no Shīzun» (梅雨)               | 1 de junio de 2016  |
| Ren sufre cambios en su cuerpo que no entiende y una conversación con su compañero de clase le acabará llevando a la enfermería. Sin embargo, el mayor problema es que el propio Ren no comprende sus sentimientos. |                                                            |                     |
| 10 | «Tormenta de verano» «Natsu no arashi» (夏の嵐)            | 8 de junio de 2016  |
| La llegada de Haruko a Japón parece hacer resurgir en Ren sentimientos olvidados o reprimidos, a la par que le demuestra adoración absoluta. ¿Podrá Haru competir con la influencia de su propia madre? ¿Qué hace en Japón? |                                                            |                     |

#### Segunda temporada
| # | Título            | Estreno               |
| --- | ----------------- | --------------------- |
| 1 | «De rosa»         | 12 de enero de 2017   |
| Que Ren pase tanto tiempo con Haruko es algo que preocupa mucho a Haru, aunque Ren le haya dicho que no irá a Suiza. ¿Acaso podrá avanzar su relación estando su madre cerca? |                   |                       |
| 2 | «Estrella dorada» | 19 de enero de 2017   |
| Se acerca el cumpleaños de Haru, y mientras sus hermanos preparan una fiesta para él, Ren lidia con sus dudas sobre la que debería ser su vida sexual y los exámenes. Haruko parece haber perdido el interés en llevarse a Ren, pero Aki y Shima todavía tienen cosas que decirle.                             |                   |                       |
| 3 | «Mentira blanca»  | 26 de enero de 2017   |
| Ren decide conseguirse un trabajo con su antiguo casero para limpiar un departamento, lo que le hace plantearse qué habría sido de él si hubiese vivido solo en Japón. Mientras tanto, aparece un nuevo "Natsu" como acompañante en Kabukicho y muchos piensan que es el regreso de Haru a su antiguo trabajo. |                   |                       |
| 4 | «Viendo rojo»     | 2 de febrero de 2017  |
| Ren conoce al primo de Haru, cuyas dos partes de la familia tuvieron problemas en el pasado. Su nueva relación con el primo de su hermano le hará plantearse las cosas, pero Haru sospechará de cada una de sus acciones.                                                                                      |                   |                       |
| 5 | «Blanco y negro»  | 9 de febrero de 2017  |
| Haru sigue sospechando de qué hace Ren y de cómo consiguió tanto dinero, así que se propone averiguarlo. |                   |                       |
| 6 | «Azul marino»     | 16 de febrero de 2017 |
| La colaboración de Ren hace que Haru acuda a su revisión periódica al hospital, aunque él sigue pareciendo poco dispuesto a hablar de lo que ocurrió ya hace siete años. Tras eso, Ren recibe una sorpresa en forma de viaje.                                                                                  |                   |                       |
| 7 | «Dulce durazno»   | 23 de febrero de 2017 |
| Ren quiere que Haru deje de tratarlo como un niño, pero para Haru, por mucho que lo desee, siempre será aquel niño pequeño que le mordía cuando lo conoció. La aparición de cierta mujer en escena hará que Ren se planteé muchas cosas.                                                                       |                   |                       |
| 8 | «Niebla densa»    | 2 de marzo de 2017    |
| Haru arde en ira cuando descubre que Ren fue a casa de Natsu a tener sexo con él, lo que hace que pase a ser mucho más frío con su querido hermano pequeño. |                   |                       |
| 9 | «Rayo de luz»     | 9 de marzo de 2017    |
| Ren quiere dejar las cosas claras con Haru y le dice que quiere que sea solo suyo. ¿Cómo reaccionará su hermano? |                   |                       |
| 10 | «Días felices»    | 16 de marzo de 2017   |
| Conocemos más sobre el pasado de Haru y Natsu mientras se prepara la fiesta de cumpleaños de los gemelos. |                   |                       |